# Moulins-Engilbert
Moulins-Engilbert é uma comuna francesa na região administrativa de Borgonha-Franco-Condado, no departamento Nièvre. Estende-se por uma área de 40,74 km². Em 2010 a comuna tinha 1 467 habitantes (densidade: 36 hab./km²).